# Pieni Rajasaari
Pieni Rajasaari är en ö i Finland. Den ligger i sjön Muuruejärvi och i kommunen Viitasaari i den ekonomiska regionen  Saarijärvi-Viitasaari och landskapet Mellersta Finland, i den centrala delen av landet, 300 km norr om huvudstaden Helsingfors. Öns area är 0,7 hektar och dess största längd är 180 meter i nord-sydlig riktning.